# People's Choice Awards 1990
La 16ª edizione dei People's Choice Awards si è svolta agli Universal Studios Hollywood l'11 marzo 1990 ed è stata trasmessa dalla CBS.
In seguito sono elencate le categorie. Il relativo vincitore è stato indicato in grassetto.

## Cinema

### Film preferito
- Batman, regia di Tim Burton
- Arma letale 2 (Lethal Weapon 2), regia di Richard Donner
- Fiori d'acciaio (Steel Magnolias), regia di Herbert Ross
- Senti chi parla (Look Who's Talking), regia di Amy Heckerling

### Film drammatico preferito
- Batman, regia di Tim Burton (ex aequo)
- Fiori d'acciaio (Steel Magnolias), regia di Herbert Ross (ex aequo)
- Arma letale 2 (Lethal Weapon 2), regia di Richard Donner
- L'attimo fuggente (Dead Poets Society), regia di Peter Weir

### Film commedia preferito
- Senti chi parla (Look Who's Talking), regia di Amy Heckerling
- Harry, ti presento Sally... (When Harry Met Sally...), regia di Rob Reiner
- Un Natale esplosivo (National Lampoon's Christmas Vacation), regia di Jeremiah S. Chechik

### Attore cinematografico preferito
- Tom Cruise – Nato il quattro luglio (Born on the Fourth of July)
- Mel Gibson
- Dustin Hoffman
- Eddie Murphy

### Attrice cinematografica preferita
- Meryl Streep
- Kim Basinger
- Kathleen Turner

### Attore preferito da tutto il mondo
- Dustin Hoffman
- Paul Newman
- Sylvester Stallone

### Attrice preferita da tutto il mondo
- Meryl Streep
- Jane Fonda
- Elizabeth Taylor

## Televisione

### Serie televisiva drammatica preferita
- Avvocati a Los Angeles (L.A. Law)
- China Beach

### Serie televisiva commedia preferita
- I Robinson (The Cosby Show)

### Nuova serie televisiva drammatica preferita
- Rescue 911
- Una famiglia come le altre (Life Goes On)
- In viaggio nel tempo (Quantum Leap)
- I ragazzi della prateria (The Young Riders)

### Nuova serie televisiva commedia preferita
- Doogie Howser (Doogie Howser, M.D.)
- Agli ordini papà (Major Dad)
- Coach
- Willy, il principe di Bel-Air (The Fresh Prince of Bel-Air)

### Attore televisivo preferito
- Bill Cosby – I Robinson (The Cosby Show)
- Ted Danson – Cin cin (Cheers)
- Peter Falk – Colombo (Columbo)
- John Goodman – Pappa e ciccia (Roseanne)
- Neil Patrick Harris – Doogie Howser (Doogie Howser, M.D.)

### Attrice televisiva preferita
- Roseanne Barr – Pappa e ciccia (Roseanne)
- Candice Bergen – Murphy Brown
- Phylicia Rashād – I Robinson (The Cosby Show)

### Attore preferito in una nuova serie televisiva
- Neil Patrick Harris – Doogie Howser (Doogie Howser, M.D.)
- Richard Chamberlain – Medico alle Hawaii (Island Son)
- Gerald McRaney – Agli ordini papà (Major Dad)
- Craig T. Nelson – Coach

### Attrice preferita in una nuova serie televisiva
- Jamie Lee Curtis – Anything but Love
- Stephanie Beacham – Sister Kate
- Corinne Bohrer – Free Spirit
- Ann Jillian – Ann Jillian

### Giovane interprete televisivo/a preferito/a
- Fred Savage – Blue Jeans (The Wonder Years)

### Presentatore preferito di un talk show
- Arsenio Hall – The Arsenio Hall Show
- Johnny Carson – The Tonight Show Starring Johnny Carson
- David Letterman – Late Night with David Letterman

## Musica

### Artista maschile preferito
- Bobby Brown

### Artista femminile preferita
- Paula Abdul
- Debbie Gibson
- Janet Jackson
- Madonna

### Artista country preferito/a
- Kenny Rogers (ex aequo)
- Randy Travis (ex aequo)
- Willie Nelson
- Dolly Parton

## Altri premi

### Intrattenitore preferito
- Bill Cosby

### Intrattenitrice preferita
- Roseanne Barr
- Paula Abdul
- Cher
- Bette Midler
- Dolly Parton